# Warren Wood
Pour les articles homonymes, voir Wood.
Warren Wood (Chicago, Illinois, 27 avril 1887 - Pelham Manor, New York, 27 octobre 1926) est un golfeur américain. En 1904, il remporta une médaille d'or en golf aux Jeux olympiques de St. Louis, dans la catégorie par équipe. 